# لي سيرافيم
لي سيرافيم (بالكورية: 르세라핌) هي فرقة فتيات كورية جنوبية شكلتها شركة سورس ميوزيك و هايب. تتكون الفرقة من خمسة أعضاء: ساكورا، كيم تشاي وون، يون جين، كازوها، و هونغ إيون تشاي. في الأصل فرقة تتكون من ست عضوات، غادرت كيم قارام الفرقة في 20 يوليو 2022 بعد إنهاء عقدها.

## التاريخ

### 2011–2021: أنشطة ما قبل الترسيم
ظهرت ساكورا لأول مرة في التمثيل في فيلم Ano Hito Ano Hi في عام 2011. وفي نفس العام ، انضمت إلى الفرقة اليابانية أتش كي تي فورتي إيت كمتدربة من الجيل الأول. بعد أن عملت مع الفرقة لمدة 10 سنوات ، تخرجت ساكورا رسميًا في 27 يونيو 2021.
شاركت ساكورا وكيم تشاي وون ويون جين في البرنامج الواقعي بردوس 48 في عام 2018. تم اختيار ساكورا وتشاي وون في التشكيلة النهائية لفرقة فتيات إيزون.
قبل انضمامها إلى الفرقة ، كانت كازوها راقصة باليه محترفة. تم اكتشافها شخصيًا من قبل مؤسس هايب بانغ سي هيوك أثناء دراستها في الأكاديمية الوطنية الهولندية للباليه في هولندا. كما التحقت كازوها سابقًا بكل من أكاديمية البولشوي في موسكو وروسيا والمدرسة الملكية للباليه في المملكة المتحدة.

### 2022—إلى الوقت الحاضر: الترسيم
في 14 مارس ، أعلنت سورس ميوزيك أنها ستطلق فرقة فتيات جديدة، مع ساكورا وكيم تشاي وون ليكونوا أول عضوات. في 21 مارس ، أكدت هايب أن الفرقة ستترسم رسميًا في مايو. تم الكشف عن الأعضاء في إعلانات تشويقية بعنوان "The First Moment of Le Sserafim" من 4 أبريل إلى 9 أبريل (بالترتيب: ساكورا كيم قارام هونغ إيون تشاي، كيم تشاي وون، كازوها، و يون جين). في 13 أبريل ، أعلنت سورس ميوزيك أن لي سيرافيم سيصدرون أول أسطوانة مطولة بعنوان فيرليس ، في 2 مايو. تجاوزت الطلبات المسبقة لـ EP 270.000 نسخة في سبعة أيام و 380.000 نسخة في ستة عشر يومًا.
قبل ترسيمها، أصبحت كيم قارام موضوعًا مثير للجدل. تم اتهامها بالتنمر على الطلاب الآخرين في مدرستها الإعدادية والانخراط في التدخين والشرب بينما كانت قاصر. نفت شركة هايب المزاعم ، مدعية أن كيم كانت هي ضحية التنمر.
في 20 مايو ، في ضوء تصاعد مزاعم التنمر ضد كيم قارام، أصدرت هايب و سورس ميوزيك بيانًا مشتركًا أعلنت فيه ان قارام ستتوقف عن الترويج مع الفرقة موقتًا بسبب المزاعم.
في 20 يوليو ، أعلنت هايب و سورس ميوزيك أن كيم قارام ستغادر الفرقة وأن عقدها قد تم إنهاؤه نتيجة لمزاعم التنمر المستمرة ضدها في المدرسة. اعتذروا عن أي إزعاج سببته الفضيحة وأكدوا أن لي سيرافيم ستستمر رسميًا كفرقة مكونة من خمسة أعضاء.